# Centro Social Minuesa
El Centro Social Minuesa, que se encontraba en el número 24 de la madrileña Ronda de Toledo, fue uno de los centros sociales más significativos de la historia del movimiento okupa en Madrid. 
El comienzo de sus actividades se remonta a 1988, cuando los trabajadores de las Imprentas Hijos de E. Minuesa S.L. decidieron encerrarse en la imprenta para reivindicar sus puestos de trabajo. Los trabajadores intentaron rescatar la fábrica de la quiebra. En la fábrica había numerosas viviendas donde comenzaron a vivir otras personas y, adicionalmente, grupos del movimiento asociativo del barrio empezaron a hacer uso de las instalaciones con un carácter social y autogestionario.
Al tiempo la fábrica quebró definitivamente, pero multitud de actividades del centro social continuaron durante varios años. Cada fin de semana se reunían varios miles de personas en los conciertos que había en una nave separada de la edificación principal. Durante varios años esta fue la fuente principal de financiación de una parte del movimiento asociativo popular madrileño.
Su desalojo en 1994 fue uno de los más violentos en las casas okupadas madrileñas. Más de cien personas se encerraron en el inmueble y realizaron una resistencia activa mientras hacían sonar canciones reivindicativas por altavoces que daban a la acordonada Ronda de Toledo.
Uno de los testimonios que quedan de este centro social es el documental dirigido por Javier Corcuera, Minuesa: Una ocupación con historia.